# شادي شعبان
شادي شعبان (بالعبرية: שאדי שעבאן‏) لاعب كرة قدم فلسطيني وُلد في عكا، يلعب لنادي أهلي الخليل الفلسطيني 
ويلعب لـ منتخب فلسطين لكرة القدم.
يلعب شادي شعبان في مركز وسط دفاعي (ارتكاز) ويجيد صناعة اللعب والأهداف، لعب أيضا لنادي بالستينو تشيلي على سبيل الإعارة من نادي أهلي الخليل.

## مسيرته المهنيّة
بدأ شعبان مسيرته كلاعب كرة قدم في قسم الشباب في مكابي حيفا - في 8 أغسطس 2010، وقد ظهر لأوّل مرّة في عندما شارك كبديل في المباراة ضدّ كريات شمونة في كأس توتو. في 15 كانون الثاني 2011، ظهر لأوّل مرة في الدوري الإسرائيليّ في الدرجة الممتاز عندما شارك كبديل وكانت النتيجة التعادل 2-2 ضدّ هبوعيل بئر السبع.
في كانون الثاني 2012، تمّت إعارته إلى هبوعيل رمات هشارون حتّى نهاية الموسم. في يناير 2013، تم إعارته لأبناء اللد. في 15 مارس 2013 سجّل شعبان هدفه الأوّل في مسيرته، وكانت النتيجة التعادل 1-1 ضدّ هبوعيل عسقلان.
في صيف 2013 عاد شعبان إلى الدوري بالدرجة الممتاز عندما وقّع مع هابوعيل عكّا ولكنّه لم يحقّق ذاته في هذا الفريق.
وقّع شعبان في يناير 2016 مع أهلي الخليل من الدوري الفلسطيني في الدرجة الممتاز. كان شعبان مفككًا مهمًا في فوز نادي الخليل بكأس فلسطين للضفة الغربية، عندما تفوق في النهائي بهدف وتمريرة حاسمة.
في صيف 2016 وقّع شعبان لمدّة ستة أشهر مع نادي بالاستينو التشيلي من الدوري التشيلي في الدرجة الممتاز. بعد أن أظهر شعبان قدرة جيّدة في الدوري الفلسطينيّ، قرّر تمثيل منتخب فلسطين. ففي 24 مارس 2016، ظهر لأوّل مرّة في المنتخب الفلسطينيّ الأوّل ضدّ الإمارات العربيّة المتّحدة، في مباراة خسر فيها فريقه 0-2 في مرحلة المجموعات من تصفيات كأس العالم 2018 - آسيا.   أمّا في كانون الثاني 2017 عاد لأهلي الخليل من الدوري الفلسطينيّ. في 5 فبراير 2020، وقّع شعبان في النادي الرياضيّ دبّورية من دوري "أ" االشمال. وأخيرًا في 13 تموز 2020 وقّع شعبان لموسم واحد مع هبوعيل كفركنّا من دوري "أ" شمال. 

## روابط خارجية
- شادي شعبان على موقع قاعدة بيانات كرة القدم.إي يو (الإنجليزية)
- شادي شعبان على موقع ناشيونال فوتبول تيمز (الإنجليزية)
- شادي شعبان على موقع Soccerway.com (الإنجليزية)
- شادي شعبان على موقع كووورة
- شادي شعبان على موقع AS.com (الإسبانية)